# The Power of the Dream
The Power of the Dream – singel Céline Dion nagrany 20 sierpnia 1996 w Japonii. Producentem utworu był David Foster oraz Kenneth Brian Edmonds (znany pod pseudonimem artystycznym Babyface). Tekst został napisany przez Davida Fostera, Babyface oraz Lindę Thompson z przeznaczeniem na uroczyste otwarcie Letnich Igrzysk Olimpijskich 1996 w Atlancie. Céline Dion wykonała utwór mając przed sobą audytorium liczącym około 85 000 osób słuchających jej na stadionie oraz setki milionów ludzi odbierających przekaz telewizyjny na całym świecie (ocenia się, że przynajmniej niewielką część przekazu z igrzysk obejrzało 3,5 mld ludzi). Fundusze uzyskane w związku z uroczystym występem artystka przeznaczyła na wsparcie kanadyjskich lekkoatletów.
Klip wideo pokazuje Céline Dion wykonującą utwór podczas ceremonii uroczystego otwarcia Letnich Igrzysk Olimpijskich w 1996.
Singel osiągnął status złotej płyty w Japonii (75 000 sprzedanych egzemplarzy) oraz dotarł do 30. miejsca na Oricon Singles Chart. Mimo że nie został wydany w żadnym innym państwie, to wiele stacji radiowych na całym świecie grało „The Power of the Dream”.
Piosenka znalazła się na ścieżce limitowanych edycji Falling into You w Azji i Australii, jak również została załączona do wydań singli „Because You Loved Me,” „It's All Coming Back to Me Now” oraz „All by Myself” jako tzw. B-side. Utwór został osobiście wybrany przez wokalistkę do kompilacji The Collector’s Series, Volume One, która ukazała się na całym świecie w 2000 oraz na amerykańskiej wersji kompilacji My Love: Essential Collection.